# Vin de chaudière

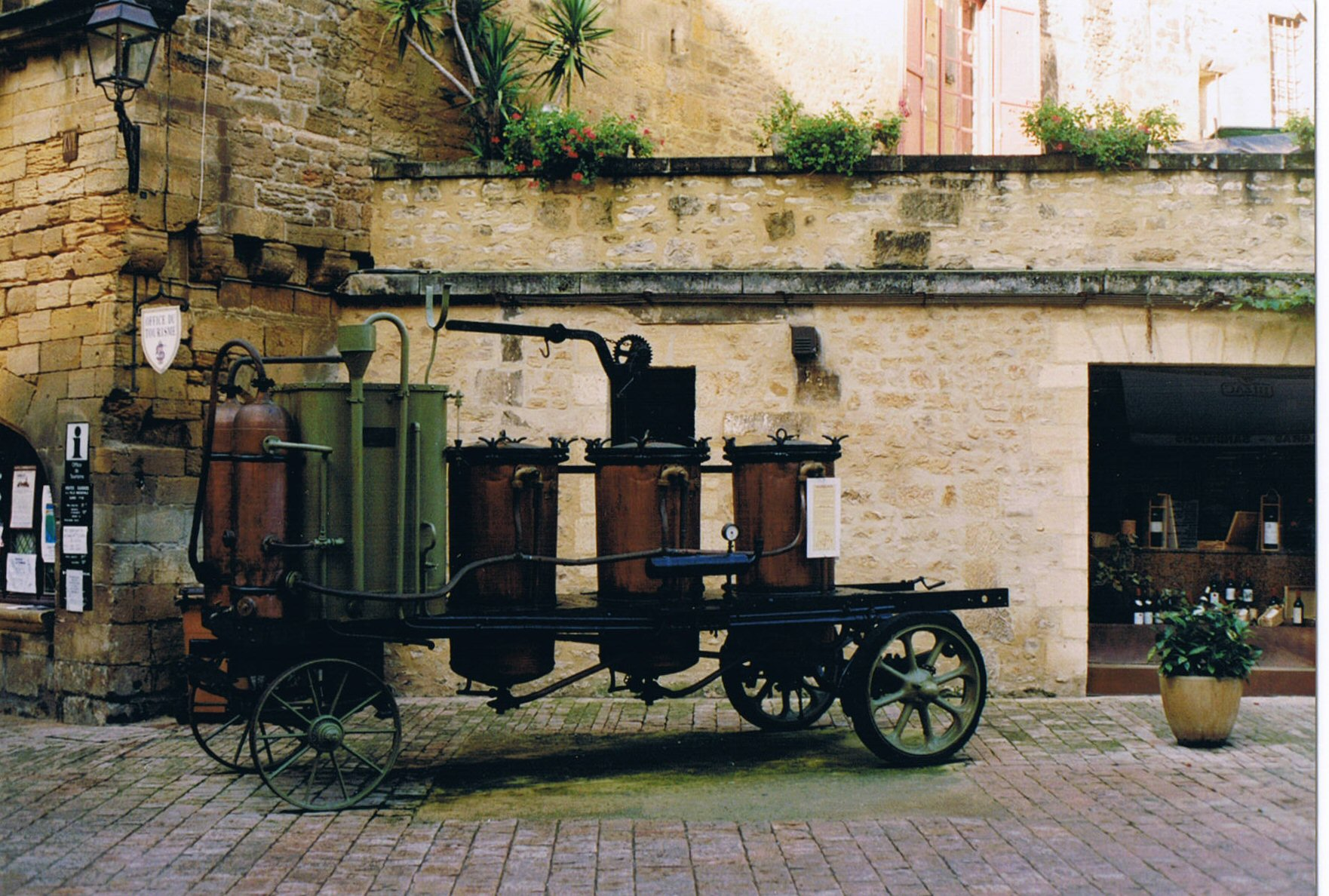
Alambic ambulant à Sarlat destiné à la distillation des vins de chaudière

Le vin de chaudière est un vin destiné à la production d'eaux-de-vie. Il diffère essentiellement d'un vin de consommation en ce qu'il doit avoir une forte acidité et un petit degré alcoolique.

## Effets de l'acidité
L'acidité est un facteur de la conservation des vins : plus elle est importante, plus elle se substitue à un traitement à l'anhydride sulfureux si nécessaire. Celui-ci étant incompatible — compte tenu de ses résidus à la chauffe — avec une bonne distillation, les raisins à fort potentiel d'acidité, comme la folle-blanche, sont privilégiés pour les vins destinés à la distillation.
De plus, l'acidité permet, durant la distillation, l'hydrolyse de certains constituants viniques, et la libération de molécules odorantes composant les terpènes.

## Taux d'alcool
L'expérience enseigne que les meilleures eaux-de-vie sont obtenues à partir de vendanges saines qui permettent d'obtenir des vins dont le degré alcoolique ne dépasse pas 10,5. Au cours du XXe siècle, l'année de référence a été 1939 avec des vins ne titrant que 7,5. Ces vins à faible degré donnent, en effet, des brouillis  faibles en degré qui sont le gage d'une eau-de-vie de qualité. Le brouilli est le produit d'une première distillation et est à son tour distillé pour donner l'eau-de-vie.

## Importance du vin blanc
Le choix d'une vendange vinifiée en blanc s'impose, car elle ne présente que peu de composés tannoïdes, le tanin n'apportant qu'âcreté dans les eaux-de-vie.

## Choix des vins
Une bonne eau-de-vie de vin ne peut être obtenue qu'à partir d'une vendange parfaitement saine, dépourvue de raisins atteints par la pourriture grise ; de même les vins madérisés ou atteints par la casse brune sont éliminés. Il en va de même pour ceux trop longtemps conservés sur lie ou ceux qui ont subi un pressurage important ayant broyé pépins et rafles.